# فیلم پایان شب
پایان شب (به ایتالیایی: La fine della notte) یک فیلم درام جنایی است که در سال 1989 به کارگردانی داویده فراریو در ایتالیا ساخته شده‌است. این فیلم، اولین تجربه کارگردانی داویده فراریو بوده‌است. این فیلم در جشنواره بین‌المللی فیلم سن سباستین در سال1989 نامزد دریافت جایزه شد. این فیلم بر اساس یک واقعه جنایی در ونتو که در سال 1986رخ داد، ساخته شده‌است.

## بازیگران
- کلودیو بیگاگلی در نقش کلودیو
- داریو پاریسینی در نقش وینچنزو
- الساندرو بالدینوتی در نقش بپه
- آلبینو بیگنامینی در نقش جیووانی
- جان سایلز در نقش وین
- ماریو والدمارین در نقش مرونی
- روزانا د آندره در نقش لوسیا
- ماسیمو مازوکو به عنوان روانشناس
- آدریانو میکانتونی
- جیووانی لیندو فرتی